# 라라 파비앙
라라 파비앙(프랑스어: Lara Fabian, 1970년 1월 9일 ~ )은 벨기에 출생 캐나다의 싱어송라이터이다. 유로비전 송 콘테스트 1988에서 룩셈부르크 대표로 참가했다.